# 울산광역시의 국가등록문화유산
대한민국의 국가등록문화재 가운데 울산광역시에 있는 국가등록문화재는 다음의 목록과 같다.
| 번호  | 사진 | 명칭                                            | 소재지                                                              | 관리자 (단체) | 지정일                | 참조 |
| 102호 |      | 울산 구 상북면사무소 (蔚山 舊 上北面事務所)     | 울산 울주군 상북면 상북로 298 (산전리)                              | .             | 2004년 9월 4일 지정   |      |
| 103호 |      | 울산 언양성당과 사제관 (蔚山 彦陽聖堂과 司祭館) | 울산 울주군 언양읍 구교동1길 11, 외 1필지 (송대리)                  | .             | 2004년 9월 4일 지정   |      |
| 104호 |      | 울산 구 삼호교 (蔚山 舊 三湖橋)                 | 울산 남구 무거동 113-2번지 외 3필지, 중구 다운동 480-5번지 외 3필지 | .             | 2004년 9월 4일 지정   |      |
| 105호 |      | 울산 남창역사 (蔚山 南倉驛舍)                   | 울산 울주군 온양읍 남창역길 40 (남창리)                             | .             | 2004년 9월 4일 지정   |      |
| 106호 |      | 울산 울기등대 구 등탑 (蔚山 蔚氣燈臺 舊 燈塔)   | 울산 동구 등대로 155 (일산동)                                       | .             | 2004년 9월 4일 지정   |      |
| 611호 |      | 최현배 의복 (崔鉉培 衣服)                       | 울산 중구 병영12길 15 (동동, 외솔최현배선생기념관)                  | .             | 2014년 10월 29일 지정 |      |